# Jivko Milanov
Jivko Milanov (bulgară Живко Миланов) (n. 15 iulie 1984, Sofia, Bulgaria) este un fotbalist bulgar care evoluează la echipa rusă Tom Tomsk pe postul de fundaș dreapta. De asemenea este și component al echipei naționale de fotbal a Bulgariei.

## Carieră
A debutat în prima ligă bulgară în 2003 la Levski Sofia, echipa care l-a lansat. În 2010, a trecut la FC Vaslui în Liga I română, primul meci având loc la 21 februarie 2010 și terminându-se la egalitate, împotriva echipei Gaz Metan Mediaș. La expirarea contractului cu FC Vaslui, a semnat, din postura de jucător liber, un contract pe doi ani cu echipa rusă Tom Tomsk.

## Titluri
| Sezon     | Club         | Titlu               |
| --------- | ------------ | ------------------- |
| 2003      | Levski Sofia | Cupa Bulgariei      |
| 2005      | Levski Sofia | Cupa Bulgariei      |
| 2005      | Levski Sofia | Supercupa Bulgariei |
| 2005-2006 | Levski Sofia | A PFG               |
| 2006-2007 | Levski Sofia | A PFG               |
| 2007      | Levski Sofia | Cupa Bulgariei      |
| 2008-2009 | Levski Sofia | A PFG               |
| 2009      | Levski Sofia | Supercupa Bulgariei |